# Salcburské kurfiřtství
Salcburské kurfiřtství nebo také Solnohradské kurfiřtství (německy Kurfürstentum Salzburg) byl státní útvar a stát Svaté říše římské existující v letech 1803–1805 na území zaniklého Salcburského knížecího arcibiskupství. 

## Historie
Útvar vznikl sekularizací knížecího arcibiskupství 11. února 1803, resp. 27. dubna 1803, kdy byl povýšen na kurfiřtství. Mělo historicky pouze jediného panovníka (kurfiřta), kterým byl toskánský vévoda Ferdinand III.

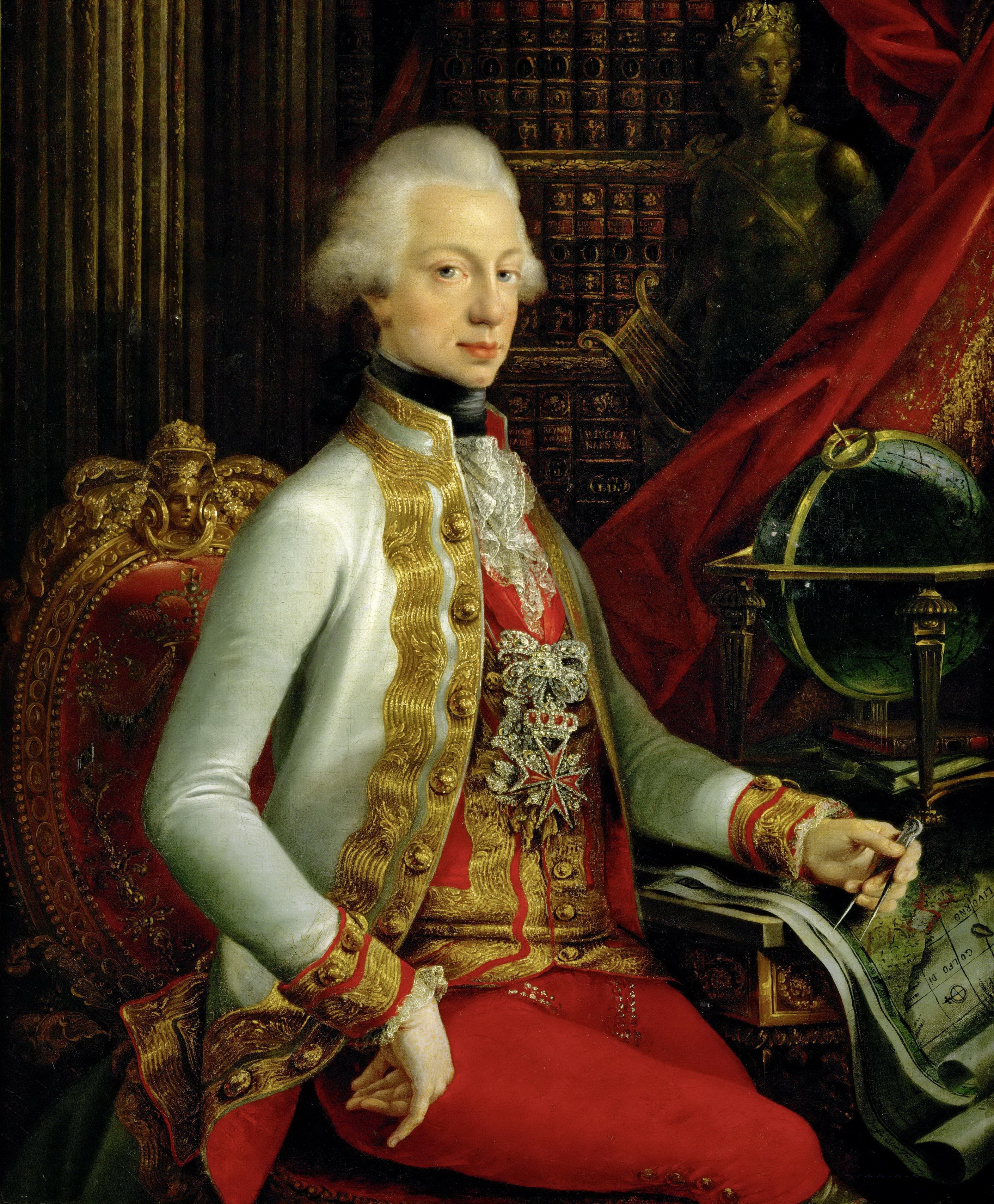
Toskánský vévoda Ferdinand III., jediný panovník Salcburského kurfiřtství.

Kurfirtství zaniklo 26. prosince 1805 a jeho území bylo na základě prešpurské dohody postoupeno Rakousku. 
V letech 1810–1816 byl zřízen Salcašský kraj (německy Salzachkreis) Bavorska a do roku 1849 zde byl Salcburský kraj. 
Roku 1849 zde vzniklo Salcburské vévodství, které bylo jednou z korunních zemí Rakouského císařství.